# George Murphy
George Lloyd Murphy (New Haven (Connecticut), 4 juli 1902 - Palm Beach (Florida), 3 mei 1992) was een Amerikaans acteur, danser en senator. Hij kreeg een speciale Oscar in 1951. Van 1965 tot 1971 was hij senator van de staat Californië.
George Murphy was getrouwd met zijn danspartner Juliette "Julie Johnson" Henkel van 1926 tot haar dood in 1973. Samen hadden ze twee kinderen. Daarna was hij getrouwd met Betty Blandi van 1982 tot zijn dood in 1992.

## Filmografie
- Jealousy (1934)
- Kid Millions (1934)
- The Public Menace (1935)
- After the Dance (1935)
- I'll Love You Always (1935)
- Violets in Spring (1936)
- Woman Trap (1936)
- You're a Sweetheart (1937)
- The Women Men Marry (1937)
- Broadway Melody of 1938 (1937)
- London by Night (1937)
- Top of the Town (1937)
- Hold That Co-ed (1938)
- Letter of Introduction (1938)
- Little Miss Broadway (1938)
- Risky Business (1939)
- Little Nellie Kelly (1940)
- Public Deb No. 1 (1940)
- Two Girls on Broadway (1940)
- Broadway Melody of 1940 (1940)
- Rise and Shine (1941)
- Ringside Maisie (1941)
- Tom Dick and Harry (1941)
- A Girl, a Guy, and a Gob (1941)
- The Navy Comes Through (1942)
- For Me and My Gal (1942)
- The Mayor of 44th Street (1942)
- This Is the Army (1943)
- Bataan (1943)
- The Powers Girl (1943)
- Step Lively (1944)
- Show Business (1944)
- Broadway Rhythm (1944)
- Having Wonderful Crime (1945)
- Up Goes Maisie (1946)
- Cynthia (1947)
- The Arnelo Affair (1947)
- Big City (1948)
- Tenth Avenue Angel (1948)
- Battleground / De slag om Bastogne (1949)
- Border Incident (1949)
- It's a Big Country (1951)
- No Questions Asked (1951)
- Screen Snapshots: Hollywood Night Life (1952)
- Walk East on Beacon! (1952)
- Talk About a Stranger (1952)

## Televisieserie
- New Comedy Showcase (1960)